# Raión de Vítebsk
Raión de Vítebsk (en bielorruso: Віцебскі раён) es un raión o distrito de Bielorrusia, en la provincia (óblast) de Provincia de Vítebsk. 
Comprende una superficie de 2 732 km².
El centro administrativo es la ciudad de Vítebsk.

## Demografía
Según estimación 2010 contaba con una población total de 40 552 habitantes.